# Stempflebach
Der Stempflebach (bis 2021: Zigeunerbach) ist ein knapp einen Kilometer langer, künstlich angelegter Bach im Siebentischwald, dem nördlichen Teil des Augsburger Stadtwalds. Er ist seit 2019, wie andere Kanäle in Augsburg, Teil der UNESCO-Welterbestätte „Augsburger Wassermanagement-System“.

## Verlauf
Der Stempflebach wird östlich des Universitätsviertels aus dem Brunnenbach nach rechts ausgeleitet. Nach etwa 460 Metern Lauf in Richtung Norden speist er den Stempflesee. Nach dem Seeausfluss zieht er weiter in nördlicher Richtung durch den Wald, bis er den Ablass am Oberen Anger erreicht.
Dort endet der Stempflebach. Ein kleiner Teil seines Wassers fließt nun über einen Überlauf in den Siebenbrunner Bach, der größere aber unterquert in einem Doppeldüker diesen Bach. Er wird zusammen mit vom Reichskanal stammenden Wasser in den Tiergehegen des Augsburger Zoos genutzt. Nach dem Durchfließen des Zoos, im Botanischen Garten, bildet dieser Wasserlauf  eine der beiden Quellen des Spitalbachs, die andere Quelle ist eine rechte Abzweigung vom Siebenbrunner Bach nahe der Stelle des Zusammenflusses.

## Geschichte
1924 wurde der Bach zugleich mit dem Stempflesee und zu dessen Speisung angelegt, um Arbeitslosen der Stadt Arbeit zu verschaffen. Ab etwa dem Jahr 1930 wurde er, nach einem historischen Bach aus der frühen Neuzeit, der von Siebenbrunn her durch den Siebentischwald floss, Zigeunerbach genannt. Der alte Gewässername geht auf das 16. bis 19. Jahrhundert zurück, als Ungarische Graurinder in Trecks aus der ungarischen Tiefebene herangeführt wurden, um den Fleischbedarf der wachsenden Stadtbevölkerung zu decken. In der Gegend des heutigen Siebenbrunns lagen damals Weiden für diese Rinder, deren Hirten wegen ihres exotischen Aussehens im Volksmund lapidar Zigeuner genannt wurden. Das motivierte die Benennung des älteren Bachs, der auch Floßbach oder Mittelbach genannt wurde. Er galt im 19. Jahrhundert als ein Zufluss des Brunnenbachs, damals war der Brunnenbach allerdings begrifflich anders festgelegt als heute. Der Verlauf des früheren Zigeuner- oder Mittelbachs von Haunstetten über Siebenbrunn bis in den Norden des Siebentischwalds entspricht im Wesentlichen einem Teilabschnitt des Brunnenbachs, so wie dieser heute definiert ist.
Im Mai 2021 beschloss der Stadtrat wegen der abwertenden und rassistischen Konnotation des Begriffs „Zigeuner“, das Gewässer in Stempflebach umzubenennen. Die Umbenennung erfolgte in Anlehnung an den Namen Stempflesee, der selbst wiederum nach dem Augsburger Magistratsrat Gottfried Stempfle benannt ist.